# ارکستر سمفونیک شیکاگو
ارکستر سمفونیک شیکاگو (انگلیسی: Chicago Symphony Orchestra) که به‌اختصار «CSO» نامیده می‌شود، یک ارکستر آمریکایی است که در شهر شیکاگو در ایالت ایلینوی واقع است. ارکستر سمفونیک شیکاگو یکی از ارکسترهای آمریکایی است که معمولاً با عنوان «بیگ فایو» شناخته می‌شود.
این ارکستر سمفونی در سال ۱۸۹۱ میلادی توسط تئودور تامس بنیان نهاده شد و رهبر فعلی آن ریکاردو موتی است که از سال ۲۰۱۰ میلادی این وظیفه را به‌عهده گرفته‌است.
در گذشته نیز بزرگانی چون فردریک اشتوک، فریتس راینر، ژان مارتینن، گئورگ شولتی، رافائل کوبلیک و دانیل بارنبویم رهبرِ این ارکستر سمفونی بوده‌اند.